# هویج کوهی
هویج کوهی (نام علمی: Astrodaucus) نام یک سرده از تیره چتریان است.